# Русак 3994
Русак 3994 — всюдихід-амфібія на шинах наднизького тиску, що виробляється компанією ТОВ «РУСАК». Назва «Русак» є абревіатурою, утвореною від слів «Російська Арктична Компанія» (рос. «Русская Арктическая Компания»). Всюдихід випускається у кількох модифікаціях, що відрізняються габаритами кузова та різними додатковими опціями.
Русак 3994 призначений для пересування бездоріжжям всіх типів, включаючи сніг, тундру, болото, пісок, може долати водні перешкоди.

## Конструкція
Русак 3994 має герметичну раму-човен, зроблену із сталевих високолегованих труб і обшитий алюмінієм. На всюдихід встановлюється кузов власної конструкції. Зовнішні кузовні панелі виготовлені зі склопластику та алюмінію, каркас кузова – сталевий. Стіни та стеля салону всюдихода також оздоблені склопластиком.
На плаву Русак тримається за рахунок герметичності рами та водотонажності коліс. По воді всюдихід може рухатися за рахунок обертання коліс (у такому разі швидкість становить 4 км/год), або з допомогою двох водометів (до 10 км/ч).
На всюдиході Русак використовується два типи двигунів. У базовій модифікації – звичайний дизельний двигун, розташований спереду, під капотом. У гібридній - два електромотори, потужністю по 75 кВт кожен , розташованих між першою-другою і третьою-четвертою осями відповідно. Кожен із них надає руху 4 колеса. Електродвигуни живляться від акумуляторної батареї, електроенергію для якої виробляють два невеликі бензинові двигуни Nissan об'ємом 1,2 літра кожен. У цій модифікації один із них розташований спереду, під капотом, а інший, ззаду. Зовні гібридна модифікація відрізняється додатковими гратами радіатора з боків у задній частині кузова.

## ТТХ
- Максимальна швидкість по суші — 60 км/год
- Максимальна швидкість на воді — 10 км/год (з двома водометами)
- Споряджена маса — 6300 кг
- Вантажопідйомність — 2,5 тонни
- Максимальний підйом — не менше 30 градусів
- Роздавальна коробка — 2-ступінчаста з примусовим блокуванням диференціала і приводом водомета. Передатне число нижчої передачі 4,21. Передатна кількість вищої передачі 1,67.
- Основні передачі — спірально-конічні з примусовим блокуванням диференціала, передавальне число 2,93.
- Привід коліс — з шарнірами рівних кутових швидкостей, з низькотемпературними пластиковими пильовиками
- Колісні редуктори — оригінальної конструкції, планетарного типу, передавальне число 4.21
- Підвіска коліс — пружинна, на двох поперечних важелях, з гідравлічними амортизаторами
- Гальмівні механізми — дискові з гідравлічним приводом, розташовані в рамі-човні.
- Рульове управління — з гідропідсилювачем, керованими є колеса двох передніх осей
- Водяний рушій — 2 водомети, з приводом від роздавальної коробки (Встановлюються не на всі моделі)

## Галерея

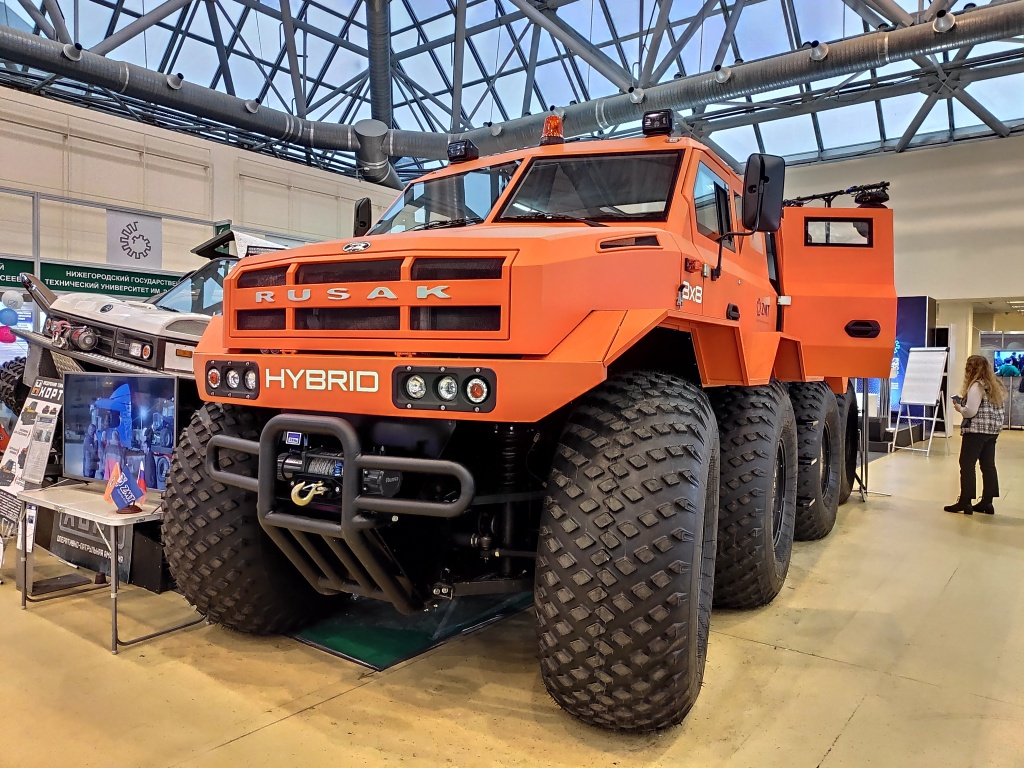
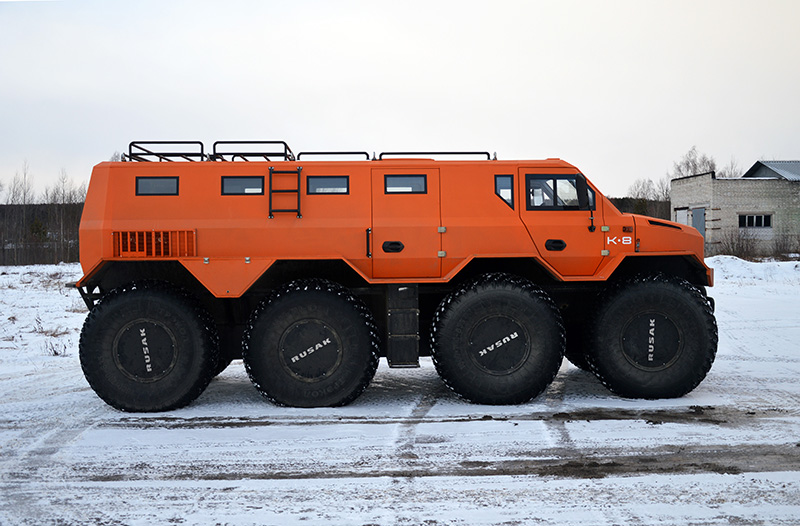
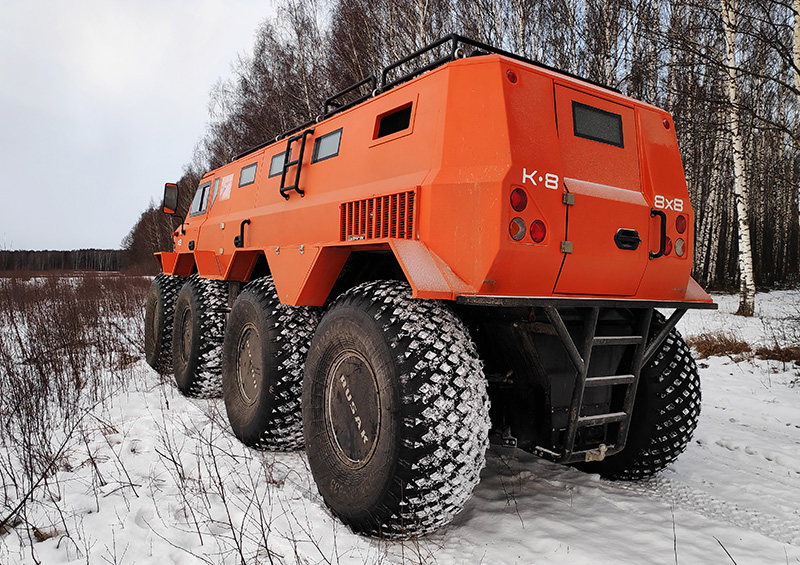
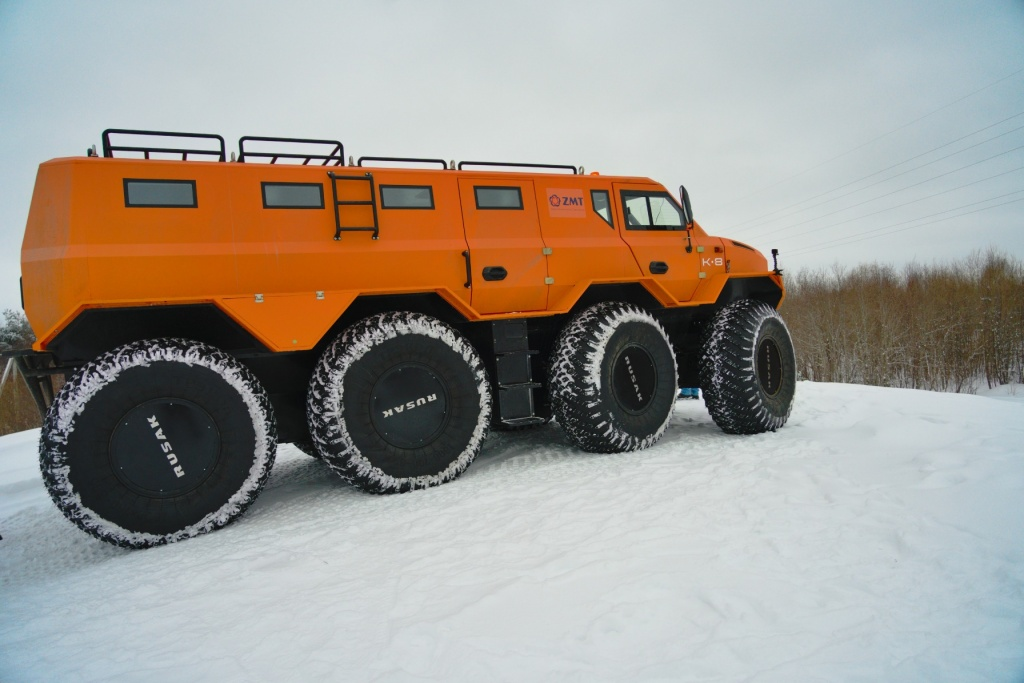
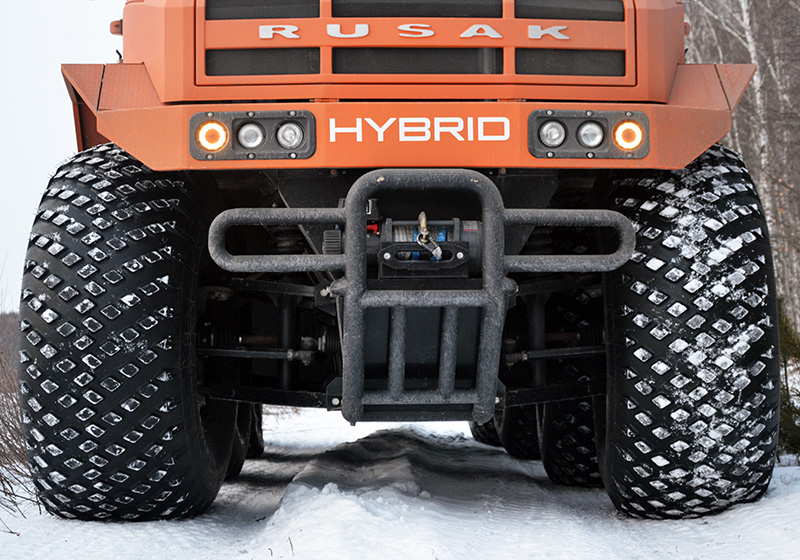
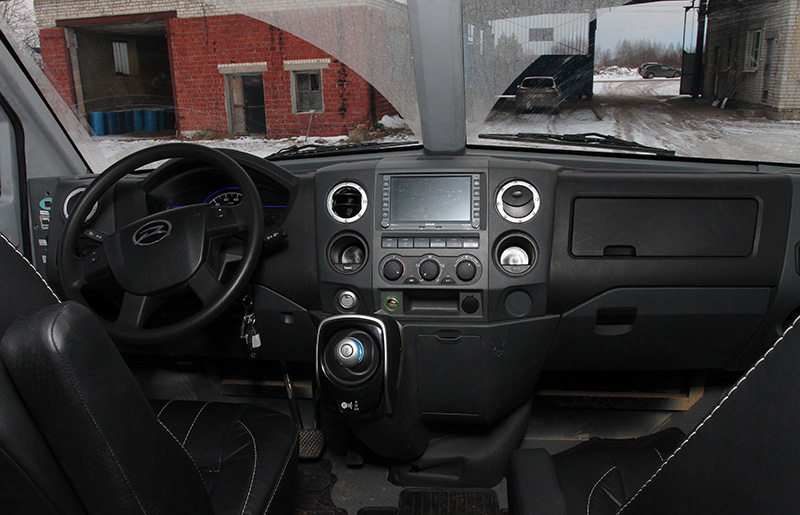